# 澳門協和醫院
澳門協和醫院，工程名稱為離島醫療綜合體（葡萄牙語：Complexo de Cuidados de Saúde das Ilhas），正式名稱為離島醫療綜合體北京協和醫院澳門醫學中心（葡萄牙語：Complexo de Cuidados de Saúde das Ilhas — Centro Médico de Macau do Peking Union Medical College Hospital），簡稱離島醫院（葡萄牙語：Hospital das Ilhas），位於路氹離島醫院大馬路，佔地約77,500平方米，建築面積約為320,000平方米。該醫院於2023年12月20日試業，2024年9月16日正式運營。該醫院由北京協和醫院營運及管理。同時亦有相應的法例，在該法例下成立專責機構跟進和監督。

## 歷史
2010年，特區政府落實在路氹連貫公路石排灣水庫側，填土五萬平方米，興建離島醫療衛生綜合設施，首階段將耗資約四億澳門元興建急症醫院，2011年底施工，爭取2014年內落成。
2011年，衛生局推出《完善醫療系統建設方案》，計劃興建離島醫療綜合體，並分三期興建。
2012年，政府發表《醫療設施興建之階段性進度報告》，決定把原先公佈三期的方案，將2014年第一期和2017年第二期，合併為一期工程，預計於2017年底完成，原來第三期工程則預計於2019年完成。
2015年1月，政府表示考慮到綜合醫院的運作需要化驗等設施支援配合，中央化驗大樓及員工宿舍大樓將由原來第二期工程提前至第一期工程，康復醫院則仍然為第二期工程。第一期預計於2017年底落成並投入運作，第二期則2019年底落成。
2015年5月，政府表示離島醫院總體是一個整體，未來可能合併將兩期以一期來建造，爭取2018、2019年落成。
2016年，離島醫院總體第一期的樁基礎建造工程大約完成，並即將進行上蓋工程，預計2019年5月21日落成。
2019年3月21日澳門建設發展辦公室公佈離島醫療綜合體主體建造工程招標結果，工程由中國建築工程（香港）有限公司／中國建築工程（澳門）有限公司／有利建築有限公司聯營投得，工程包括興建綜合醫院，輔助設施大樓，綜合服務行政大樓三棟建築物，三棟大樓的座地面積約為23200平方米，總建築面積約為276500平方米，以及相關道路及基建設施等，工程造價73.22億澳門元，施工期838工作天
2019年12月3日，建設發展辦公室為「離島醫療綜合體 –中央化驗大樓建造工程」進行公開招標。
2020年2月5日，因為2019冠狀病毒病澳門疫情，建設發展辦公室宣佈延後「離島醫療綜合體 –中央化驗大樓建造工程」公開招標競投的遞交標書及公開開標日期。
2020年2月26日，建設發展辦公室宣佈「離島醫療綜合體-中央化驗大樓建造工程」公開招標的遞交標書的截止日期改為2020年3月10日下午05:00，公開開標日期為2020年3月11日上午09:30。
2021年9月15日，澳門特別行政區政府衛生局舉行記者招待會公佈優化離島醫院醫療服務模式研究。報告由香港大學醫學院撰寫。報告提出四種可行的營運、管理和服務模式建議，並建議採用公私合營管理離島醫院。並預料醫院於2023年落成啟用，合共提供1,100張病床。
2021年10月27日，離島醫院籌設工作組宣布，澳門特別行政區政府將與北京協和醫院合作，負責離島醫院的營運管理及提供服務。工作組表示，今次合作需要有立法基礎，未來特區政府將就此制訂相應法例，並成立專責機構，跟進將來離島醫療綜合體的營運、管理和服務。工作組預料，離島綜合醫院將於2023年第四季開始提供部分醫療服務。同時表示，特區政府正準備製作本地醫療服務計劃，以便更好地規劃本地醫療資源分配運用，相信稍後會公布規劃內容。
2021年12月3日，運輸工務司司長羅立文出席立法會運輸工務領域2022年財政年度施政方針辯論引介離島醫療綜合體主體工程將於2022年底基本完成。
2022年8月8日，行政長官批示，於該綜合體內設立北京協和醫院澳門醫學中心／澳門醫院策略發展委員會，協助特區政府推進新醫院各項籌備工作，並與內地公共實體或機構聯絡及技術對接。委員會由8名委員組成，當中一半是國家衛健委推薦的內地委員，屬醫院管理範疇的專家或專業人士，其中1人任委員會主席。新醫院的籌備辦公室（北京協和醫院澳門醫學中心／澳門醫院籌備辦公室）同時設立，負責制定新醫院的組織架構設置、管理及運作機制、分階段啟用計劃、人員制度、跟進採購工作，以及推動專項立法工作。委員會及籌備辦公室均直屬社會文化司司長，存續期至明年底，並可續期。
2022年11月16日，行政長官賀一誠列席立法會全體會議，就新一年度施政報告內容回答議員提問。其中直選議員黃潔貞提出未來離島醫院如何帶動本地醫療機構發展及作為大健康產業的基礎。賀指出綜合體將於2023年分階段投入使用，初步計劃設有腫瘤治療中心、心臓科、移植中心、生殖醫學、醫學美容等，希望未來全部疑難重症也可在本澳解決，減少因送外就醫導致病患家人外出照顧不便，離島醫院的服務不會和山頂醫院或鏡湖醫院有好多重複，不交叉重疊；並著重發展本地大健康產業，結合超級醫院和未來民間療養設施。
2022年12月16日，主體工程包括建造綜合醫院大樓（門診及急診）、輔助設施大樓、綜合服務行政大樓以及相關道路及基建設施等竣工，總建築面積約27.65萬平方米。急診大樓的調整工程預計於2023年1月下旬及中央化驗樓預計在2023年上半年落成後，離島醫療綜合體第一期工程將全部完成。
2022年12月30日，澳門特別行政區行政會完成討論《離島醫療綜合體北京協和醫院澳門醫學中心管理制度》法律草案，訂定營運、人事及財務管理等方面規範，以配合醫療政策和發展醫療旅遊、大健康產業的施政方向。法案將送交立法會審議，並訂定醫學中心屬公立醫療機構，提供醫療衛生服務、開展專科醫學教育及醫學研究、促進澳門醫療系統發展，並以“國家區域醫療中心”為發展目標等。營運管理方面，北京協和醫院負責營運及管理，透過品牌和技術與特區政府合作，受社會文化司司長監督。設立策略發展委員會作為醫學中心的最高決策機關。
2023年1月16日，澳門立法會一般性通過《離島醫療綜合體北京協和醫院澳門醫學中心管理制度》法律草案。當中醫學中心定位為公立醫療機構，一半採用山頂醫院模式運作，另一半為私營服務，例如醫學美容，所得的收入會補貼公營醫療，減少政府支出，醫學中心初期的預算開支一定較山頂醫院少。收費方面會維持現有免費機制，經衛生局轉介的居民仍可免費就診，同時鼓勵本地和外地居民利用醫保接受私營醫療服務。
2023年1月，急診大樓調整工程竣工，該工程配合衛生局和北京協和醫院的要求，修改調整急診大樓6樓至10樓的內部建築設計，總建築面積約10,325平方米，施工期171工作天，造價2.9億元。調整工程因受COVID-19疫情影響而延後15天。
2023年3月25日，社會文化司司長歐陽瑜表示，離島醫療綜合體大部分工程已竣工，現正進行驗收和大型設備安裝工作，預料2023年底分階段投入使用。另外計劃開展首階段招聘工作，招聘約10至20名涉及法律、電腦、文員等類別的本地人員。首階段將率先啟用腫瘤治療中心，因現時較多腫瘤病人需送外就醫。另外，位於科大的離島急診站亦將搬遷至離島醫療綜合體，體檢中心也在部署中。
2023年7月25日，離島醫療綜合體-康復醫院大樓建造工程舉行公開開標，共收到一份標書投標，工期預計為1,020個工作天。而康復醫院大樓工程作為澳門協和醫院第二期第一個項目，樓高15層及地庫兩層，總建築面積約為44,400平方米。毗鄰中央化駿樓，大樓座地面積約為3,200平方米，分別設三條行人天橋連接綜合醫院大樓及一條行人天橋接往公共巴士站。
2023年10月16日，澳門特別行政區政府與北京協和醫院在北京市舉行簽約儀式，雙方簽署離島醫療綜合體北京協和醫院澳門醫學中心的運營合作協議，北京協和醫院院長張抒揚致辭時稱新醫院由2023年12月20日起試開業，2024年9月16日協和院慶日時正式運營。
2023年12月20日，離島醫療綜合體北京協和醫院澳門醫學中心舉行試營運儀式，由澳門特別行政區行政長官賀一誠主持，多名本地、澳門中聯辦、外交部駐澳特派員公署及國家衛健委等官員出席儀式。
2023年12月21日，仁伯爵綜合醫院離島急診站正式搬遷至澳門協和醫院綜合醫院大樓地面層，於當天10時起投入運作，24小時提供急診服務，運作模式與原離島急診站相同，屆時位於科大醫院地面層內的離島急診站將暫停掛號，在完成處理現場已掛號的就診者後，正式停運。
2024年8月9日，澳門大學與離島醫療綜合體北京協和醫院澳門醫學中心簽署《共建澳門大學—澳門協和醫院聯合臨床醫學研究中心合作框架協議》，並舉行“澳門大學—澳門協和醫院聯合臨床醫學研究中心”揭牌儀式。中心將積極推動生物醫學、臨床醫學、疑難重症、中醫藥及大健康等領域的創新性研究，共同培養臨床醫學等領域的專業人才。
2024年9月16日，醫院正式開業。

## 工程進度

### 樁基礎工程
| 工程內容                                   | 動工日期       | 預計完工       | 目前進度 | 工程單位                     | 備註 | 造價（澳門幣）  |
| ------------------------------------------ | -------------- | -------------- | -------- | ---------------------------- | ---- | --------------- |
| 離島醫療綜合體地基處理工程                 | 2014年4月14日  | 2015年12月5日  | 已完成   | 中國路橋工程有限責任公司     |      | $70,860,000.00  |
| 離島醫療綜合體——護理學院樁基礎工程         | 2015年6月12日  | 2016年2月4日   | 已完成   | 中國建築工程（澳門）有限公司 |      | $64,880,000.00  |
| 離島醫療綜合體——員工宿舍大樓樁基礎工程     | 2015年6月11日  | 2016年2月4日   | 已完成   |                              |      |                 |
| 離島醫療綜合體——中央化驗大樓樁基礎工程     | 2016年11月18日 | 2017年11月15日 | 已完成   |                              |      |                 |
| 離島醫療綜合體——輔助設施大樓樁基礎工程     | 2015年12月7日  | 2017年1月23日  | 已完成   |                              |      |                 |
| 離島醫療綜合體——綜合服務行政大樓樁基礎工程 | 2015年12月4日  | 2017年4月12日  | 已完成   |                              |      |                 |
| 離島醫療綜合體——綜合醫院大樓樁基礎工程     | 2015年12月7日  | 2017年1月23日  | 已完成   |                              |      |                 |
|                                            |                |                |          |                              |      | $177,120,000.00 |

### 上蓋工程
| 工程內容                             | 動工日期      | 預計完工      | 目前進度 | 工程單位                                                                          | 備註 | 造價 （澳門幣） |
| ------------------------------------ | ------------- | ------------- | -------- | --------------------------------------------------------------------------------- | ---- | --------------- |
| 離島醫療綜合體– 護理學院上蓋工程     | 2017年5月15日 | 2019年9月21日 | 已完成   | 中國土木工程（澳門）有限公司／ 通利建築置業工程有限公司合作經營                   |      |                 |
| 離島醫療綜合體– 主體建造工程         | 2019年10月    | 2022年12月    | 已完成   | 中國建築工程(香港)有限公司 /中國建築工程(澳門)有限公司 / 有利建築有限公司合作經營 |      |                 |
| 離島醫療綜合體– 員工宿舍大樓建造工程 | 2019年12月    | 2022年9月     | 已完成   | 三友建築置業有限公司                                                              |      |                 |
| 離島醫療綜合體– 中央化驗大樓建造工程 | 2020年8月     | 2023年4月     | 已完成   | 成龍工程有限公司                                                                  |      |                 |
| 離島醫療綜合體– 調整急診大樓工程     | 2022年6月     | 2023年1月     | 已完成   | 中國建築工程(香港)有限公司 /中國建築工程(澳門)有限公司 / 有利建築有限公司合作經營 |      |                 |
| 離島醫療綜合體– 康復醫院大樓建造工程 | 2023年12月    | 2027年4月     | 進行中   | 中國建築工程(澳門)有限公司/中國建築工程(香港)有限公司澳門分公司                   |      |                 |

### 其他
| 內容                                           | 獲判給單位                   | 備註 | 合同價格（澳門幣） |
| ---------------------------------------------- | ---------------------------- | ---- | ------------------ |
| 向衛生局興建離島醫院首階段提供技術顧問服務     | 新工（澳門）有限公司         |      | $10,640,000.00     |
| 向衛生局離島醫療綜合體放射治療中心提供顧問服務 | 香港養和醫院                 |      | $12,772,000.00     |
| 向衛生局就離島醫療綜合體設計提供顧問服務       | HKS設計有限公司              |      | $27,605,264.00     |
| 離島醫療綜合體設計服務                         | 黃如楷建築設計有限公司       |      | $235,559,000.00    |
| 離島醫療綜合體地基處理工程——監察               | 盧梁建築工程設計顧問有限公司 |      | $4,883,112.00      |
| 離島醫療綜合體——項目管理及監察                 | 艾奕康有限公司               |      | $197,600,000.00    |
| 離島醫療綜合體——工料測量                       | 利比澳門有限公司             |      | $48,200,000.00     |
| 離島醫療綜合體(康復醫院)——項目管理及監察       | 艾奕康有限公司               |      | $ 48,400,000.00    |
|                                                |                              |      | $585,659,376.00    |

## 主要設施
作為澳門首個大規模醫療綜合體，位於路氹連貫公路旁、路環石排灣水庫東北側，佔地面積約 7.6 萬平方米，總建築面積約 43 萬平方米，擁有手術室 26 間，離島康復醫院建成後，規劃病床逾1,000 張。醫院建築群包括綜合醫院大樓、輔助設施大樓、員工宿舍大樓、綜合服務行政大樓、中央化驗大樓等。

### 第一期工程

#### 綜合醫院大樓

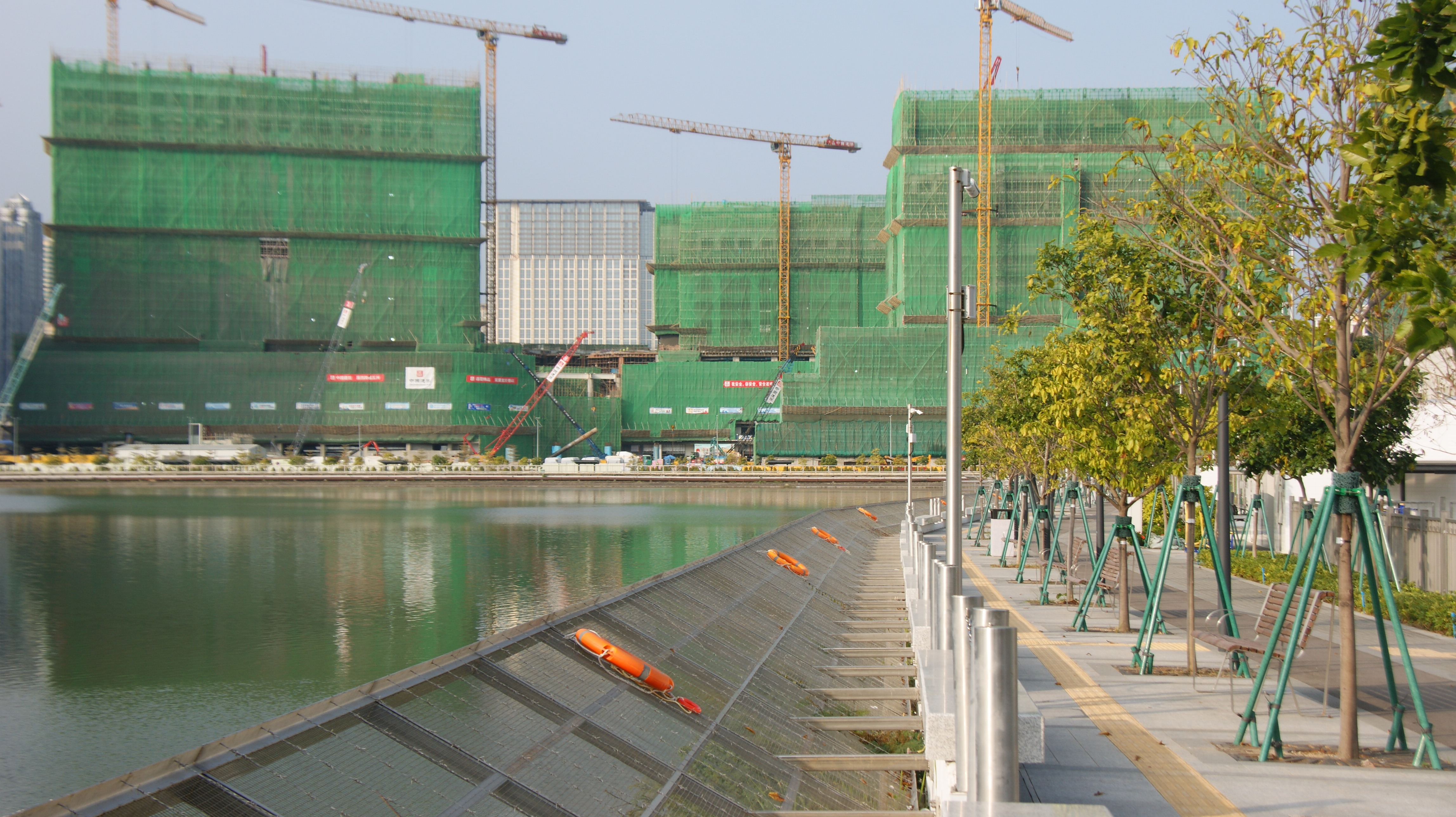

| 樓層     | 住院大樓 | 急診大樓 |
| -------- | --- | --- |
| 16F      | 預留發展 | |
| 15F      | 骨髓移植中心、皮膚科病房、眼科病房、耳鼻喉科病房、口腔科病房、VIP病房                                                                                          | |
| 14F      | 肺功能科病房、腎科病房 | |
| 13F      | 內科病房 | |
| 12F      | 普通外科病房 | |
| 11F      | 普通外科病房 | |
| 10F      | 機電層 | 羈留病房 |
| 9F       | 兒科病房、腫瘤科病房 | 病房 |
| 8F       | 新生兒深切治療部、產房 | 病房 |
| 7F       | 婦科病房、產科病房 | 病房 |
| 6F       | 心血管深切治療部、心血管病房 | 病房 |
| 5F       | 深切治療部 | 生殖醫學中心 |
| 4F       | 員工餐廳、機電房 | 員工餐廳、機電房 |
| 3F       | 手術室、肺科門診、內科門診、皮膚科門診、普通科門診 | 手術室、肺科門診、內科門診、皮膚科門診、普通科門診 |
| 2F       | 小型手術室、內鏡室、造影室、心臟科門診、泌尿科門診、外科門診、耳鼻喉科門診、口腔科門診、血液科門診                                                             | 小型手術室、內鏡室、造影室、心臟科門診、泌尿科門診、外科門診、耳鼻喉科門診、口腔科門診、血液科門診                                                             |
| 1F       | 門診醫院大堂、腎科門診、透析中心、兒科門診、骨科門診、婦產科中心、神經科學中心、眼科中心、抽血區、行人天橋（往輔助設施大樓、綜合服務行政大樓、輕軌協和醫院站） | 門診醫院大堂、腎科門診、透析中心、兒科門診、骨科門診、婦產科中心、神經科學中心、眼科中心、抽血區、行人天橋（往輔助設施大樓、綜合服務行政大樓、輕軌協和醫院站） |
| RC       | 離島急診站、影像科 | 離島急診站、影像科 |
| CV1 夾層 | 機電層 | 機電層 |
| CV1      | 腫瘤中心、中央藥房、分流站、影像科 | 腫瘤中心、中央藥房、分流站、影像科 |
| CV2      | 放射治療中心（螺旋放射治療、射波刀、直線加速器）、中央消毒中心、員工停車場                                                                                     | 放射治療中心（螺旋放射治療、射波刀、直線加速器）、中央消毒中心、員工停車場                                                                                     |

#### 輔助設施大樓
- 醫院行政辨公室
- 衛生局辨公室
- 倉庫

#### 護理學院

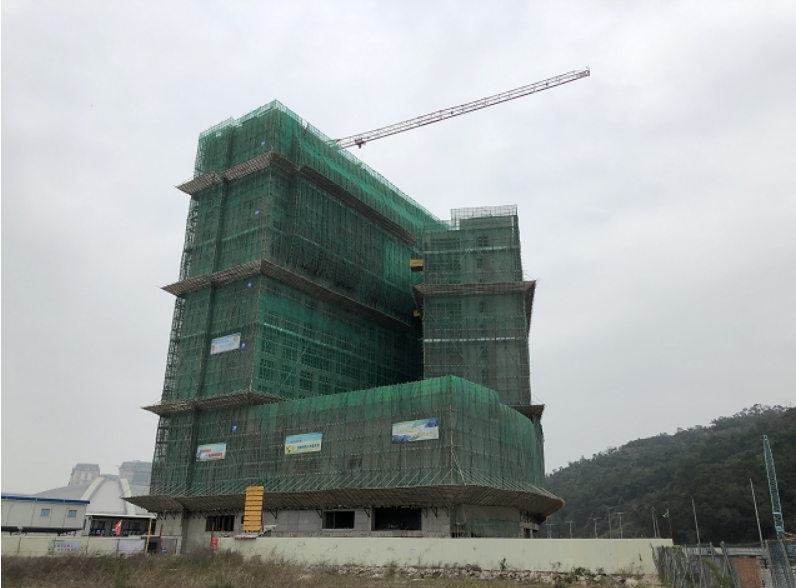
2019年1月

- 培訓專業醫療人員
- 教學設施
- 圖書館
- 醫療理療
- 學生宿舍

#### 綜合服務行政大樓
- 公衆停車場
- 員工停車場
- 醫院行政辨公室
- 衛生局辨公室
- 藥監局辨公室
- 疾病預防及控制中心
- 緊急應變指揮中心

#### 中央化驗大樓
- 殮房
- 捐血中心
- 公共衛生化驗所
- 臨床病理科

### 第二期工程

#### 康復醫院
- 提供300張康復治療病床
- 提供康復理療診治與治療
- 協助病人返回社區

## 工程相片

### 護理學院
- 2019年1月

## 交通配套

### 巴士
C700 澳門鏡湖護理學院（Instituto de Enfermagem Kiang Wu de Macau）
路線：25B
C701 澳門協和醫院（Hospital Macau Union）
路線：35、H3
C702 澳門協和醫院／綜合服務大樓（Hospital Macau Union / Edf. de Multi-Serviços）
路線：35、50、H3、MT4、N5
T384 蓮花路／體育館馬路（Est. F. de Lotus／Avenida da Nave Desportiva）
路線：51、59、701X、MT4
T385 蓮花路／蓮花圓形地-1（Est. F. de Lotus／Routunda F. de Lotus-1）
路線：25B、50、59、MT4、N5
T386 蓮花路／蓮花圓形地-2（Est. F. de Lotus／Routunda F. de Lotus-2）
路線：59

### 輕軌
- █  氹仔線及 █  石排灣線協和醫院站

### 公共停車場
位於醫院綜合服務行政大樓內設有“澳門協和醫院公共停車場”，於2023年12月19日10時起對外開放使用，停車場樓層分佈於地庫一層至地庫三層、地面層、地面夾層，以及一樓和二樓，出入口均設於連接離島醫院大馬路的內部道路，設有590個輕型汽車泊車位及480個摩托車泊車位。停車場暫時提供4種收費模式，包括現金支付、澳門通、MPay及銀聯閃付卡電子收費系統。收費方面，輕型汽車日間（上午8時至晚上8時前）每小時或不足1小時8元，夜間（晚上8時至翌日上午8時前）4元；摩托車日間每小時或不足1小時3元，夜間1.5元。

## 工業期間爭議及事故

### 工業意外
2017年8月26日，一名工人從天秤趺下重傷，送院後證實不治。死者為男性，約三十歲，其身上並無任何身份證明文件，身份尚待查證。案件無可疑。事發在當日傍晚六時許，有地盤工人聽得巨響，後發現一名男子倒臥地上。懷疑由地盤天秤墮下，消防救護員接報到場送醫院，經搶救無效證實死亡。

### 勞資糾紛
2021年11月6日，離島醫院有地盤發生勞資糾紛，其中一名男性中國大陸外地僱員在地盤的竹棚危坐，經司法警察局談判專家談判和消防局戒備下該名外僱已返回安全地方。經了解，當中主要涉及不獲續期問題。當局人員向勞資雙方解釋其勞動權益及相關法律規定。並將繼續跟進有關事宜，以保障僱員合法勞動權益。

## 外部連結
- 離島醫療綜合體北京協和醫院澳門醫學中心 （页面存档备份，存于）